# Lucien Trugard
Lucien Trugard est un patineur artistique français, un des pionniers du patinage en France avant la Première Guerre mondiale. Il est champion de France en 1912.

## Biographie

### Carrière sportive
Lucien Trugard est un pionnier du patinage artistique français du début du XXe siècle, comme Louis Magnus, Charles Sabouret ou Francis Pigueron.
Il est champion de France en 1912. Sur le plan international, il n'a jamais participé ni aux championnats du monde ni aux Jeux olympiques.
Il pratique également un peu le patinage de vitesse et le hockey sur glace.

## Palmarès
| Compétitions | 1909 | 1910 | 1911 | 1912 | 1913 | 1914 | 1915 | 1916 | 1917 | 1918 | 1919 |
| Jeux olympiques |      |      |      | X    |      |      |      | JA   |      |      |      |
| Championnats du monde |      |      |      |      |      |      | CA   | CA   | CA   | CA   | CA   |
| Championnats de France | 3e   | 3e   |      | 1er  | 2e   |      | CA   | CA   | CA   | CA   | CA   |
| Légende : X = Pas de patinage artistique aux Jeux olympiques d'été de 1912 ; JA = Jeux olympiques d'été annulés ; CA = Championnats annulés |      |      |      |      |      |      |      |      |      |      |      |